# The Power of Four

The Power of Four (en français : La Puissance de Quatre) est un hymne national créé pour l'équipe des Lions britanniques et irlandais et composé par Neil Myers.

## Paroles
| Paroles en anglais | Traduction en français |
| --- | --- |
| From the four corners of our lands, We're united, hand in hand, Together, We're stronger, We join and proud we stand, Now the day has come, we are one, Standing tall for our Lions call, We're stronger, Together, We are the power of four. | Des quatre coins de nos terres, Nous sommes unis, main dans la main, Ensemble, Nous sommes plus forts, Nous rejoindre et fiers nous défendons, Maintenant le jour est venu, nous sommes un, Debout pour nos Lions appeler, Nous sommes plus forts, Ensemble, Nous sommes la puissance de quatre. |